# Dietmar Thieser
Dietmar Thieser (* 27. November 1952 in Wahlen) ist ein deutscher Politiker.

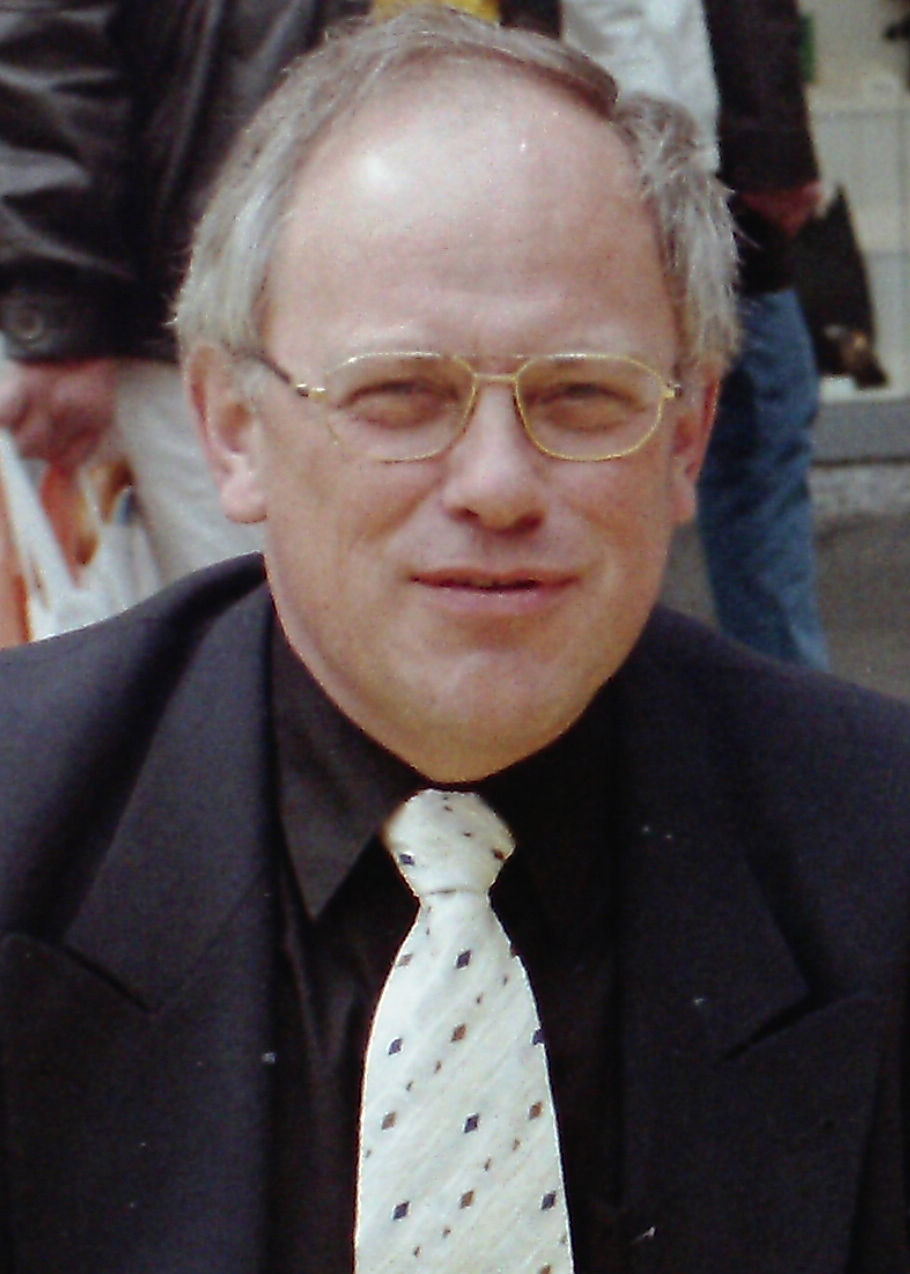

Von 1989 bis 1999 wirkte er als anfangs ehrenamtlicher Oberbürgermeister der kreisfreien Stadt Hagen. 1994 bis 1996 war er gleichzeitig Mitglied des Bundestages als direkt gewählter Abgeordneter im Wahlkreis Hagen und gehörte der Fraktion der SPD an. Thieser musste sein Mandat am 19. Dezember 1996 niederlegen, da er aufgrund der Reform der Gemeindeordnung des Landes Nordrhein-Westfalen nunmehr das Amt des Oberbürgermeisters hauptamtlich wahrnahm und somit eine Unvereinbarkeit zum Bundestagsmandat entstanden war. Zuvor war das Amt des Oberbürgermeisters in NRW ein Ehrenamt und die Leitung der Verwaltung lag in den Händen des Oberstadtdirektors. Von 2009 bis 2020 war er Bezirksbürgermeister des Stadtbezirks Hagen-Haspe. Seit 2020 ist er einer der ehrenamtlichen Bürgermeister Hagens und fungiert als zweiter Stellvertreter des Oberbürgermeisters. 